# 1943-as magyar úszóbajnokság
Az 1943-as magyar úszóbajnokságot több helyszínen, augusztusban, a két vegyes úszószámot december 19-én rendezték meg.

## Eredmények

### Férfiak
| Versenyszám                                                        | Arany                                                                | Arany   | Ezüst                                                      | Ezüst   | Bronz                                                        | Bronz   |
| ------------------------------------------------------------------ | -------------------------------------------------------------------- | ------- | ---------------------------------------------------------- | ------- | ------------------------------------------------------------ | ------- |
| 100 m gyorsúszás Döntő: augusztus 22.                              | Kőrösi István Újpesti TE                                             | 1:00,4  | Tátos Nándor Ferencvárosi TC                               | 1:00,6  | Szathmáry Elemér Újpesti TE                                  | 1:00,7  |
| 200 m gyorsúszás Döntő: augusztus 20.                              | Szathmáry Elemér Újpesti TE                                          | 2:16,8  | Tátos Nándor Ferencvárosi TC                               | 2:16,9  | Angyal Károly TSC                                            | 2:20,8  |
| 400 m gyorsúszás Döntő: augusztus 21.                              | Tátos Nándor Ferencvárosi TC                                         | 4:58,4  | Galambos Tibor Újpesti TE                                  | 5:06,2  | Végházi Richárd BBTE                                         | 5:11    |
| 800 m gyorsúszás Döntő: augusztus 8.                               | Tátos Nándor Ferencvárosi TC                                         | 10:29   | Galambos Tibor Újpesti TE                                  | 11:36   | Végházi Richárd BBTE                                         | 11:44,8 |
| 1500 m gyorsúszás Döntő: augusztus 15.                             | Tátos Nándor Ferencvárosi TC                                         | 19:53,6 | Vörös Ferenc MUE                                           | 20:09   | Galambos Tibor Újpesti TE                                    | 20:34,2 |
| 100 m hátúszás Döntő: augusztus 22.                                | Galambos Tibor Újpesti TE                                            | 1:11,4  | Válent Gyula MOVE Eger SE                                  | 1:13,2  | Bánki Horváth Béla Orosházi UE                               | 1:13,9  |
| 200 m hátúszás Döntő: augusztus 20.                                | Galambos Tibor Újpesti TE                                            | 2:39,4  | Válent Gyula MOVE Eger SE                                  | 2:44,8  | Bánki Horváth Béla Orosházi UE                               | 2:48,8  |
| 100 m mellúszás Döntő: augusztus 20.                               | Szegedi Sándor BSE                                                   | 1:11    | Németh Sándor Gamma                                        | 1:13,8  | Kiss Antal Szegedi UE                                        | 1:15,2  |
| 200 m mellúszás Döntő: augusztus 22.                               | Szegedi Sándor BSE                                                   | 2:46,4  | Németh Sándor Gamma                                        | 2:46,8  | Siklósi Pál Újpesti TE                                       | 2:55    |
| 300 m vegyesúszás Döntő: december 19.                              | Végházi Richárd BBTE                                                 | 4:10,9  | Vörös Ferenc MUE                                           | 4:14,2  | Kovács László NTE                                            | 4:38,6  |
| 4 × 100 m gyorsváltó Döntő: augusztus 20.                          | Püllők Jenő Gróf Ödön Kőrösi István Szathmáry Elemér Újpesti TE      | 4:14,6  | Eleméri Rezső Csuvik Oszkár Fábián Dezső Kontra György MAC | 4:20,4  | Opprecht Pokorny Lengyel Keméndy András Gamma Szentimreváros | 4:29,8  |
| 4 × 200 m gyorsváltó Döntő: augusztus 22.                          | Püllők Jenő Kőrösi István Galambos Tibor Szathmáry Elemér Újpesti TE | 9:39,2  | Eleméri Rezső Kontra György Fábián Dezső Csuvik Oszkár MAC | 10:12,2 | Lakatos Zoltán Gyerkényi Kádas Géza Válent Gyula MOVE Eger   | 10:15,6 |
| vegyes váltó 100 m hát-200 m mell-100 m gyors Döntő: augusztus 21. | Galambos Tibor Siklósi Pál Kőrösi István Újpesti TE                  | 5:09,2  | Lengyel Németh Sándor Keméndy András Gamma Szentimreváros  | 5:10,4  | Szívós István Fábián Dezső Csuvik Oszkár MAC                 | 5:11,8  |

### Nők
| Versenyszám                                | Arany                                                         | Arany  | Ezüst                                                  | Ezüst  | Bronz                                                                     | Bronz  |
| ------------------------------------------ | ------------------------------------------------------------- | ------ | ------------------------------------------------------ | ------ | ------------------------------------------------------------------------- | ------ |
| 100 m gyorsúszás Döntő: augusztus 22.      | Novák Ilona MUE                                               | 1:13,8 | Gerle Mária Gamma                                      | 1:16   | Baló Olga MUE                                                             | 1:16,4 |
| 200 m gyorsúszás Döntő: augusztus 21.      | Novák Ilona MUE                                               | 2:44,6 | Baló Olga MUE                                          | 2:54,4 | Somhegyi Zsuzsa Gamma                                                     | 3:02,8 |
| 400 m gyorsúszás Döntő: augusztus 20.      | Novák Ilona MUE                                               | 5:59,6 | Somhegyi Zsuzsa Gamma                                  | 6:37,2 | Tiszolczy Magda Szegedi UE                                                | 6:54,6 |
| 100 m hátúszás Döntő: augusztus 21.        | Novák Ilona MUE                                               | 1:21,4 | Gerle Mária Gamma                                      | 1:29   | Kiss Irén Szegedi UE                                                      | 1:34   |
| 200 m mellúszás Döntő: augusztus 20.       | Somhegyi Zsuzsa Gamma                                         | 3:24,4 | Stefán Judit Weiss Manfréd TK                          | 3:29,8 | Lengyel Magda MTSE                                                        | 3:34,8 |
| 200 m vegyesúszás Döntő: december 19.      | Novák Ilona MUE                                               | 2:57   | Baló Olga MUE                                          | 3:20,2 | Benők Edit MUE                                                            | 3:38   |
| 4 × 100 m gyors váltó Döntő: augusztus 21. | Kiss Irén Tary Tiszolczy Magda Littomeritzky Mária Szegedi UE | 5:24,2 | Dénes Eszter Mihály Alajosné Baló Olga Novák Ilona MUE | 5:26   | Dankó Erna Farkas Elvira Somhegyi Zsuzsa Gerle Mária Gamma Szentimreváros | 5:44,2 |